# Rose Mary Allen
Rose Mary Allen (Curaçao, 25 december 1950) is cultureel antropoloog. Ze is buitengewoon hoogleraar Cultuur, gemeenschap en geschiedenis aan de Universiteit van Curaçao.

## Studie
Rose Mary Allen volgde middelbaar onderwijs aan het Maria Immaculata Lyceum op Curaçao. Daarna studeerde ze culturele antropologie aan de Katholieke Universiteit Nijmegen. Ze sloot haar studie in 1977 af met een doctoraalexamen Culturele en Sociale Antropologie.
In 2007 promoveerde zij aan de Universiteit Utrecht op het proefschrift Di ki Manera? A Social History of Afro-Curaçaoans, 1863-1917. Promotor was Prof.dr. G.J. Oostindie.

## Professionele carrière
Na haar afstuderen in 1977 keerde Allen terug naar Curaçao. Ze werd medewerker bij het Archeologisch en Antropologisch Instituut van de Nederlandse Antillen (AAINA). Ze was daar werkzaam als onderzoeker en vanaf 1980 tevens als assistent-directeur. Bij het AAINA legde zij de basis voor haar proefschrift. Zij interviewde afstammelingen van tot slaaf gemaakten op de verschillende eilanden van de Nederlandse Antillen. Haar doel was om op basis van oral history het Afro-Curaçaose sociale leven na de post-emancipatie periode - de tijd die volgde op de afschaffing van de slavernij - vast te leggen.  
In 1999 richtte zij haar eigen onderzoeks- en consultancybureau Allen Research and Consultancy op. Zij werkte als gastdocent bij verschillende faculteiten van de Universiteit van Curaçao en was als research fellow betrokken bij verschillende onderzoeksprojecten op het gebied van culturele diversiteit.
Allen publiceerde diverse boeken en een groot aantal artikelen over de Nederlands Caribische eilanden waarin zij nader ingaat op thema’s die betrekking hebben op identiteit, culturele tradities, migratie, gender en culturele diversiteit.
In 2021 werd zij benoemd tot hoogleraar Cultuur, gemeenschap en geschiedenis, in het bijzonder met betrekking tot het lokale en het Caribisch perspectief aan de Algemene Faculteit van de Universiteit van Curaçao Dr Moises da Costa Gomez (UoC). Zij begon haar oratie met het gedicht Fiami un piki (Geef me een houweel) van de dichter en etnoloog Elis Juliana. Allen is de eerste vrouwelijke Curaçaose hoogleraar.

## Waardering
In 2011 ontving Allen de Boeli van Leeuwenprijs voor haar proefschrift Di ki manera?
In 2015 ontving zij de Cola Debrotprijs, Curaçao's meest prestigieuze nationale onderscheiding op het gebied van cultuur en kunst. In hetzelfde jaar werd zij benoemd tot ridder in de Orde van Oranje-Nassau. In 2023 werd zij onderscheiden met het Krus di Mérito Kórsou. Op 3 juni 2024 is aan haar op Kasteel Amerongen de Cultuurfonds Onderscheiding toegekend.
- International Standard Name Identifier: 0000 0000 3148 5347
- Library of Congress Control Number: n94025765
- Nationale Bibliotheek van Israël: 987007322621205171
- Nederlandse Thesaurus van Auteursnamen: 074486349
- Virtual International Authority File: 53376133
- WorldCat: E39PBJptVCvG4bc6bhJKcqdqQq